# حريش سخاليني
حريش سخاليني (الاسم العلمي:Lithobius sachalinus) هو نوع من المفصليات يتبع جنس الحريش من الفصيلة الحريشية.